# Harriet Quimby
Harriet Quimby (sinh ngày 11 tháng 5 năm 1875 - mất ngày 1 tháng 7 năm 1912) là một phi công và một nhà biên kịch phim người Mỹ. Năm 1911, bà đã được trao giấy chứng nhận là một phi công của Mỹ cấp bởi Aero Club of America, trở thành người phụ nữ đầu tiên bay qua eo biển Anh. Dù bà chỉ sống đến 37 tuổi, bà đã có tầm ảnh hưởng lớn trên vai trò của phụ nữ trong ngành hàng không.